# فرانزیسکا کت
فرانزیسکا کت (انگلیسی: Franziska Kett؛ زادهٔ ۲۴ اکتبر ۲۰۰۴) بازیکن فوتبال اهل آلمان است که در حال حاضر برای باشگاه فوتبال زنان بایرن مونیخ، در پست مهاجم بازی می‌کند.
از باشگاه‌هایی که در آن بازی کرده است می‌توان به باشگاه فوتبال زنان بایرن مونیخ اشاره کرد.
وی همچنین در تیم‌های ملی فوتبال زنان زیر ۱۵ سال، زیر ۱۷ سال، زیر ۱۹ سال و زیر ۲۰ سال آلمان بازی کرده است.

## دوران باشگاهی
فرانزیسکا کت فوتبال را در منطقه ایدنشتتن در شهرداری برنرید در ناحیه پایین رست باواریا، دگندورف و در یک باشگاه فوتبال محلی با نام ادنستتن آغاز کرد. او بعداً به باشگاه فوتبال زنان گروس-وایس دگندورف پیوست و تا سن ۱۵ سالگی برای آن‌ها بازی کرد. سپس در فصل ۲۰۲۱–۲۰۲۰ توسط باشگاه فوتبال زنان بایرن مونیخ جهت بازی در رده جوانان باشگاه (زیر ۱۷ سال) جذب شد. قبل از اینکه در فصل بعد به تیم بایرن مونیخ ۲ ارتقا یابد، در تاریخ ۶ ژوئن ۲۰۲۱ (هفته هجدهم مسابقات) در شکست ۲–۱ مقابل باشگاه فوتبال زنان آینتراخت فرانکفورت ۲ بازی کرد؛ در آخرین روز پیش‌فصل، او در دقیقه ۷۷ به جای آنیکا وهنر وارد میدان شد. در فصل بعدی، او در ۱۵ بازی لیگ شرکت کرد و موفق شد شش گل به ثمر برساند؛ اولین گل او در تاریخ ۲۶ سپتامبر ۲۰۲۱ (هفته پنجم مسابقات لیگ) در پیروزی ۴–۱ در بازی خانگی مقابل تیم دوم باشگاه فوتبال زنان ولفسبورگ حاصل شد که در دقیقه ۲۲، او گل اول تیمش را به ثمر رساند. در ماه مارس ۲۰۲۲ او اولین قرارداد حرفه‌ای خود را با باشگاه فوتبال زنان بایرن مونیخ امضا کرد. او در تاریخ ۲۵ سپتامبر ۲۰۲۲ (هفته دوم مسابقات لیگ) در پیروزی ۳–۰ در بازی خانگی مقابل باشگاه فوتبال زنان وردر برمن، به عنوان بازیکن تعویضی در دقیقه ۸۴ به میدان رفت. همچنین او در تاریخ ۲۹ سپتامبر ۲۰۲۲ در دور دوم مرحله انتخابی برای شرکت در مسابقات لیگ قهرمانان زنان اروپا فصل ۲۰۲۳–۲۰۲۲ در پیروزی 3–1 مقابل باشگاه فوتبال رئال سوسیداد سان سباستین در خانه در کمپ باشگاه بایرن، به عنوان تعویضی در دقیقه ۸۶ وارد زمین شد. او اولین گل خود را در بوندسلیگای زنان در تاریخ ۳۰ اکتبر ۲۰۲۲ (هفته ششم مسابقات لیگ) در پیروزی ۳–۱ در بازی خانگی مقابل باشگاه فوتبال مپن به ثمر رساند و گل نهایی را در دقیقه ۸۲ زد.

## تیم‌های ملی
فرانزیسکا کت بازیکن تیم منتخب انجمن فوتبال باواریا در مسابقات جام ملی در رده‌های سنی زیر ۱۴ سال، زیر ۱۶ سال و زیر ۱۸ سال بود و از سال ۲۰۱۷ تا ۲۰۱۹ برای آن‌ها بازی کرد و در مجموع ۱۴ بازی انجام داد که در آن‌ها شش گل به ثمر رساند؛ اولین گل او در اولین بازی‌اش در تاریخ ۲۵ مه ۲۰۱۷ در دویسبورگ در تساوی ۱–۱ مقابل تیم ملی باشگاه فوتبال و دو و میدانی وستفالی به ثمر رسید که گل نهایی را در دقیقه ۱۸ زد. کت اولین بازی ملی خود را برای تیم ملی فوتبال زیر ۱۵ سال آلمان انجام داد که در تاریخ ۳ نوامبر ۲۰۱۷ در شهر وتسلار در یک بازی دوستانه بین‌المللی با تیم ملی فوتبال زنان زیر ۱۵ سال ایالات متحده آمریکا، با نتیجه ۶–۱ شکست خوردند؛ او اولین گل ملی خود را در دقیقه ۲۷ با گلی که نتیجه بازی را به ۱:۳ تغییر داد، به ثمر رساند. تا تاریخ ۵ دسامبر ۲۰۱۸، در پیروزی ۲–۱ مقابل تیم ملی فوتبال زنان زیر ۱۵ سال بلژیک در توبیز، او در این رده سنی هشت بار به میدان رفت و هفت گل به ثمر رساند. دو سال بعد، او در دو بازی ملی برای تیم ملی فوتبال زنان زیر ۱۷ سال آلمان به میدان رفت. اولین بازی او با نتیجه ۳–۱ به نفع تیم ملی زیر ۱۷ سال اسپانیا در تاریخ ۱۶ ژانویه ۲۰۲۰ در سالو و دومین بازی‌اش با نتیجه ۴–۳ به نفع تیم ملی فوتبال زیر ۱۷ سال فرانسه در تاریخ ۱۹ فوریه ۲۰۲۰ در کلارا فونتینن ایولین رقم خورد. این مکان همچنین میزبان اولین بازی او برای تیم ملی فوتبال زیر ۱۹ سال آلمان در تاریخ ۲۱ ژوئن ۲۰۲۲ بود که با پیروزی ۴–۱ مقابل تیم ملی زیر ۱۹ سال فرانسه بازی به پایان رسید. علاوه بر این، او در تمام سه بازی گروه بی در مسابقات قهرمانی زیر ۱۹ سال اروپا شرکت کرد و سپس با تیمش از مسابقات کنار رفت. این بازیکن ۱۸ ساله در بازی بین‌المللی تیم زیر ۱۹ سال کشورش در برابر نروژ در آوریل ۲۰۲۳ دچار آسیب‌دیدگی شانه شد. متأسفانه این به معنای پایان فصل ۲۰۲۳–۲۰۲× برای این استعداد جوان باشگاه فوتبال زنان بایرن مونیخ بود.